# Holonematidae
De Holonematidae zijn een familie van uitgestorven relatief grote arthrodire placodermen uit het Vroeg- tot het Laat-Devoon. Bijna alle fossiele exemplaren zijn voorzien van pantserfragmenten, hoewel ze allemaal kenmerkende versieringen hebben, vaak van unieke rangschikking en patronen van knobbeltjes, die diagnostisch zijn binnen de familie. Het pantser is erg langwerpig, waardoor dit een algeheel tonachtig uiterlijk krijgt.
Vanwege kiezels die zijn gevonden in gearticuleerde exemplaren van de soort Holonema westolli uit het Frasnien, wordt aangenomen dat holonematiden gespecialiseerde herbivoren waren die graasden op een vorm van hoornvormige, steenachtige algen die onycholieten worden genoemd en de uiteinden afsnijden met hun vreemde snuiten.

## Geslachten
- Artesonema Lelièvre & Goujet, 1986
- Belemnacanthus Eastman, 1898
- Bimbianga Young, 2005
- Deirosteus Wells, 1942
- Deveonema Kulczycki, 1957
- Gyroplacosteus Obruchev, 1932
- Holonema Newberry, 1889
- Rhenonema Obruchev, 1964
- Tropidosteus Gross, 1933

### Details
Artesonema
Een slecht bekend geslacht van de Blacourt-formatie van Blacourt uit het Givetien van Boulonnais, Frankrijk. Het holotype van Artesonema is een anterodorsolaterale plaat van een volwassene met een versiering van knobbeltjes die normaal kenmerkend zijn voor juveniele holonematiden.
Belemnacanthus
Belemnacanthus komt uit de Givetien van Eifel, Duitsland. Het is eerder beschreven als een elasmobranchiide, een Agnatha en een Antiarchi. Het geslacht is alleen bekend van het holotype: een zevenendertig centimeter lang gedeelte van een mediane dorsale plaat, wat wijst op een zeer groot dier. De mediane dorsale plaat heeft een lange kam die langs de mediaan van het dorsale oppervlak loopt. Het buitenoppervlak heeft een versiering van lange richels die uitstralen vanaf een punt voorbij de bewaarde delen.
Bimbanga
Als Bimbinga een holonematide is, dan is het het vroegste geslacht, daterend uit de verouderde Taemas-kalksteen van Wee Jasper Reef uit het Emsien van New South Wales. De plaatsing van Bimbanga binnen Holonematidae is twijfelachtig, aangezien de morfologie van de platen en versiering zeer vergelijkbaar zijn met die van de arthrodire incertae sedis Aspidichthys.
Deirosteus
Deirosteus is een ander slecht bekend geslacht. De versiering bestaat uit scherpe richels tussen brede tussenruimten, vaak versierd met grote knobbeltjes. Het geslacht lijkt erg op Holonema en het is moeilijk om onderscheid te maken tussen de twee. Fossielen zijn bekend uit het Frasnien van New York, en mogelijk Iran, en van het Givetien van Estland, Rusland en België.
Deveonema
Deveonema is bekend van een fragmentarische mediane dorsale plaat van verouderde lagen uit het Frasnien van het Heilig Kruisgebergte in Polen. De mediaan dorsaal suggereert een zeer kleine holonematide. Het huidoppervlak is versierd met een patroon van kleine knobbeltjes, meestal gescheiden, maar soms in groepjes van twee of drie. Langs het midden zijn de knobbeltjes gerangschikt in lange rijen.
Gyroplacosteus
Gyroplacosteus is een geslacht dat bekend is uit verschillende afzettingen uit het Frasnien van Oost-Europa. De versiering wordt gevormd uit grove knobbeltjes die vaak samengesmolten zijn als kronkelige richels in verschillende, meestal gecompliceerde patronen.
Holonema
Holonema is het bekendste geslacht, aangezien de enige soort Holonema westolli bekend is van complete, gearticuleerde exemplaren. Holonema is ook het meest wijdverspreide geslacht, aangezien de verschillende soorten worden aangetroffen in afzettingen uit het Eifelien tot Frasnien in de Verenigde Staten, Schotland, Europa, West-Azië en Australië. De typische versiering bestaat uit patronen van afwisselende rijen knobbeltjes en richels, met smalle tussenruimten.
Megaloplax
Megaloplax is een geslacht op basis van een onvolledige mediane dorsale plaat van afzettingen uit het Frasnien in de Oeral.
Rhenonema
Rhenonema heeft een hoge kam langs de mediane rand van de mediane dorsale plaat. De weinige fragmenten van pantsers zijn afkomstig uit verouderde lagen uit het Givetien van Gerolstein, Duitsland.
Tropidosteus
Tropidosteus is een geslacht dat bekend is van de Crinoïdenmergel uit het Givetien van het Rijnland. De mediane dorsale plaat heeft een grote, bultachtige boog. Omdat het geen versiering langs de mediane rand van de mediaan dorsaal heeft, twijfelt Denison 1978 over de plaatsing ervan binnen Holonematidae (zoals alle andere geslachten met bekende mediane dorsalen versiering langs de mediane rand hebben). Anders is het huidoppervlak bedekt met zeer kleine knobbeltjes.